# ژائو یون
ژائو یون (چینی سنتی: 趙雲 ) (درگذشته ۲۲۹), با نام محترم زی‌لونگ (子龍)، یکی از ژنرال‌های دوره سه امپراتوری بعد از دوره امپراتوری هان شرقی بود. در مورد تاریخ تولد وی تاریخ دقیقی در دست نیست. وی ابتدا فرمانده برجسته ای بود که برای گونگ‌سون زان کار می‌کرد. سپس با لیو بی برای تجدید و ساماندهی امپراتوری هان همکاری کرد.
وی توانایی بالایی در نبرد داشت و در جنگ چانگ‌بن که در محاصره نیروهای چندین هزار نفری سائو سائو بود توانست در نبرد بی‌نظیری جان لیو شان پسر لیو بی که نوزاد بود را نجات دهد. بعد از تسخیر شو توسط لیو بی به عنوان یکی از پنج ژنرال برتر ببر درآمد. وی به‌شدت مورد توجه ژوگه لیانگ نخست‌وزیر لیو بی بود. وی در جنگ‌های متعددی بعد از تشکیل امپراتوری شو شرکت کرد و در سال ۲۲۹ درگذشت.